# Miguel II de Constantinopla
Miguel II de Constantinopla (em grego: Μιχαήλ Β΄ Κουρκούας), dito Curcuas (da prestigiosa família Curcuas) ou Oxeíta (do mosteiro de onde veio), foi o patriarca grego ortodoxo de Constantinopla entre julho de 1143 e março de 1146.

## Vida e obras
No início de 1143, o patriarca Leão Styppes e o imperador bizantino João II Comneno morreram num intervalo de poucos meses entre si, iniciando um período turbulento para a Igreja Bizantina. Manuel I Comneno chegou em Constantinopla em 27 de junho de 1143 para assumir o poder, mas, para ser coroado como Manuel I, ele precisava primeiro escolher um patriarca. O selecionado foi o abade do mosteiro de Oxeia, Miguel Curcuas. Porém, a coroação não pode ser realizada até 28 de novembro de 1143 por que Miguel ameaçou renunciar por razões obscuras.
Durante seu reinado, Miguel teve que lidar com o julgamento fortemente político de um monge chamado Nifão. Em 22 de fevereiro de 1144, Miguel condenou-o por apoiar dois bispos capadócios que foram acusados de heresia e, posteriormente, condenados pela prática do bogomilismo. Isso fez com que os fieis ortodoxos - inclusive Miguel - fossem obrigados a cortar relações com ele.
Miguel II renunciou em março de 1146 para retornar para o seu mosteiro em Oxeia, provavelmente decepcionado com o imperador.